# Грантс-Пасс (Орегон)
Грантс-Пасс (англ. Grants Pass) — місто (англ. city) в США, в окрузі Джозефін штату Орегон. Населення — 39 189 осіб (2020).

## Географія
Грантс-Пасс розташований за координатами 42°26′3″ пн. ш. 123°19′59″ зх. д. / 42.43417° пн. ш. 123.33306° зх. д. (42.434113, -123.333166).  За даними Бюро перепису населення США в 2010 році місто мало площу 28,57 км², з яких 28,15 км² — суходіл та 0,41 км² — водойми. В 2017 році площа становила 30,25 км², з яких 29,84 км² — суходіл та 0,42 км² — водойми.

### Клімат
| Клімат : Грантс-Пасс    | Клімат : Грантс-Пасс | Клімат : Грантс-Пасс | Клімат : Грантс-Пасс | Клімат : Грантс-Пасс | Клімат : Грантс-Пасс | Клімат : Грантс-Пасс | Клімат : Грантс-Пасс | Клімат : Грантс-Пасс | Клімат : Грантс-Пасс | Клімат : Грантс-Пасс | Клімат : Грантс-Пасс | Клімат : Грантс-Пасс | Клімат : Грантс-Пасс |
| Показник                | Січ.                 | Лют.                 | Бер.                 | Квіт.                | Трав.                | Черв.                | Лип.                 | Серп.                | Вер.                 | Жовт.                | Лист.                | Груд.                | Рік                  |
| Абсолютний максимум, °C | 21,7                 | 24,4                 | 30,0                 | 36,7                 | 38,9                 | 43,3                 | 45,6                 | 43,9                 | 42,2                 | 37,2                 | 25,0                 | 23,9                 | 45,6                 |
| Середній максимум, °C   | 8,1                  | 11,6                 | 14,9                 | 18,0                 | 22,4                 | 26,5                 | 31,4                 | 31,6                 | 27,9                 | 20,6                 | 11,2                 | 6,8                  | 19,3                 |
| Середня температура, °C | 4,9                  | 6,8                  | 8,9                  | 11,2                 | 14,9                 | 18,4                 | 22,1                 | 21,8                 | 18,2                 | 12,9                 | 7,4                  | 4,3                  | 12,7                 |
| Середній мінімум, °C    | 1,7                  | 2,1                  | 2,9                  | 4,4                  | 7,3                  | 10,2                 | 12,8                 | 12,1                 | 8,4                  | 5,2                  | 3,7                  | 1,8                  | 6,1                  |
| Абсолютний мінімум, °C  | −17,2                | −15                  | −9,4                 | −6,7                 | −4,4                 | −1,1                 | 1,7                  | −1,1                 | −4,4                 | −6,7                 | −11,1                | −18,3                | −18,3                |
| Норма опадів, мм        | 121                  | 100                  | 86                   | 54                   | 35                   | 17                   | 8                    | 8                    | 16                   | 49                   | 128                  | 165                  | 787                  |
| Днів з опадами          | 16,7                 | 14,2                 | 15,7                 | 12,4                 | 8,6                  | 4,5                  | 1,8                  | 2,0                  | 3,5                  | 8,0                  | 17,0                 | 17,4                 | 121,8                |
| Днів зі снігом          | 0,3                  | 0,3                  | 0,1                  | 0                    | 0                    | 0                    | 0                    | 0                    | 0                    | 0                    | 0,1                  | 0,3                  | 1,1                  |
| ----------------------- | -------------------- | -------------------- | -------------------- | -------------------- | -------------------- | -------------------- | -------------------- | -------------------- | -------------------- | -------------------- | -------------------- | -------------------- | -------------------- |
| Джерело: NOAA           |                      |                      |                      |                      |                      |                      |                      |                      |                      |                      |                      |                      |                      |

## Демографія
Згідно з переписом 2010 року, у місті мешкали 34 533 особи в 14 313 домогосподарствах у складі 8700 родин. Густота населення становила 1209 осіб/км².  Було 15561 помешкання (545/км²).
Расовий склад населення:
| - 90,9 % — білих - 1,2 % — корінних американців - 1,1 % — азіатів - 0,5 % — чорних або афроамериканців - 0,3 % — вихідців з тихоокеанських островів - 2,3 % — осіб інших рас |

До двох чи більше рас належало 3,7 %. Частка іспаномовних становила 8,5 % від усіх жителів.
За віковим діапазоном населення розподілялося таким чином: 24,3 % — особи молодші 18 років, 57,1 % — особи у віці 18—64 років, 18,6 % — особи у віці 65 років та старші. Медіана віку мешканця становила 39,3 року. На 100 осіб жіночої статі у місті припадало 89,8 чоловіків;  на 100 жінок у віці від 18 років та старших — 85,3 чоловіків також старших 18 років.
Середній дохід на одне домашнє господарство  становив 49 067 доларів США (медіана — 34 224), а середній дохід на одну сім'ю — 59 061 долар (медіана — 42 229). Медіана доходів становила 40 151 долар для чоловіків та 29 946 доларів для жінок. За межею бідності перебувало 21,2 % осіб, у тому числі 28,2 % дітей у віці до 18 років та 9,1 % осіб у віці 65 років та старших.
Цивільне працевлаштоване населення становило 13 147 осіб. Основні галузі зайнятості: освіта, охорона здоров'я та соціальна допомога — 25,1 %, роздрібна торгівля — 16,9 %, виробництво — 11,4 %, науковці, спеціалісти, менеджери — 9,2 %.

## Відомі уродженці та жителі
- Баррелл Ті — американський актор.
- Карл Баркс — американський художник-ілюстратор, автор вигаданого міста Дакбург, що послужив сеттінгом для мульт- і коміксного серіалу «Качині історії».
- Карл Кланг — американський кантрі-музикант.